# Vivere (film 1952)
Vivere (生きる?, Ikiru) è un film del 1952 scritto e diretto da Akira Kurosawa, ispirato alla novella di Lev Tolstoj La morte di Ivan Il'ič.
Il film, considerato tra i migliori del regista, racconta le sofferenze di un burocrate di Tokyo e la sua finale ricerca del senso della vita. Nel cast del film brilla Takashi Shimura, che recitò in molti film di Kurosawa (il più famoso dei quali come capo ne I sette samurai), che qui interpreta il povero dipendente Kanji Watanabe.

## Trama
L'impiegato comunale Watanabe, capoufficio della sezione civile, vedovo da venticinque anni, scopre di avere un tumore allo stomaco. Tutto gli crolla addosso e nessuno è in grado di aiutarlo, neppure il figlio Mitsuo, che è interessato solo all'eredità. Ritira tutto il denaro dalla banca e decide di godersi i pochi mesi che gli restano.
Con un autore di romanzi, conosciuto casualmente, gira per i night club di Tokyo. Frequenta una giovane ex-collega di ufficio, che gli consiglia di dare le dimissioni e di rendersi utile con qualche iniziativa seria. Ricorda che in ufficio si era occupato della trasformazione di una zona paludosa in un parco giochi per bambini.
Cinque mesi dopo, Watanabe è morto. Il parco giochi esiste. I giornalisti si chiedono se il merito spetti davvero al sindaco, come egli va dicendo, e apprendono, consultando le carte, che era stato Watanabe, con testardaggine, a fare la spola da un ufficio all'altro per rimettere in moto un progetto arenato nell'incuria generale.
All'inaugurazione nessuno ricorda Watanabe, che si era spento seduto su un'altalena del nuovo parco, felice di aver dato un senso alla sua vita, di essere riuscito a compiere il "miracolo". I colleghi, ubriachi, giurano di prendere esempio da lui, ma ben presto tornano al solito modo di lavorare. Solo le madri dei bambini pensano al loro benefattore.

## Critica
(dal Dizionario dei capolavori del cinema, di Giammatteo-Bragaglia, 2007, Mondadori)
Vivere è presente nella classifica dei 100 più grandi film secondo il Time, mentre compare al 459º posto nella lista dei 500 film più grandi di tutti i tempi stilata dal periodico Empire. Il film ha una percentuale positiva del 100% basata su 24 recensioni critiche di vari critici sul sito web Rotten Tomatoes.

## Riconoscimenti
- 1960 - Premio BAFTA
  - Candidatura al miglior attore straniero a Takashi Shimura
- 1954 - Festival di Berlino
  - Premio speciale al miglior film a Akira Kurosawa
  - Candidatura all'Orso d'oro a Akira Kurosawa

## Versione italiana
Il film rimase inedito in Italia fino al 1986, quando la Rai lo fece doppiare per un ciclo sul regista giapponese curato da Aldo Tassone.
Tuttavia il film non ricevette mai un doppiaggio in lingua italiana, andando quindi in onda in lingua originale con sottotitoli.

## Remake
- Vivere fu rifatto come dramma televisivo che debuttò sulla TV Asahi il 9 settembre del 2007 nel quale recitava il famoso attore kabuki Matsumoto Kōshirō. Ambientato nel 2007, alcuni personaggi e alcune parti della trama originale furono cambiati
- Ikiru fu anche rifatto in un film prodotto a Bollywood nel 2005, intitolato Waqt: La corsa contro il tempo, nel quale recitavano Amitabh Bachchan nel ruolo di Takashi Shimura mentre Akshay Kumar impersonava suo figlio.
- Living è un remake del 2022 diretto da Oliver Hermanus.